# 弗羅伊登湖
48°39′43.40242″N 13°38′7.77237″E / 48.6620562278°N 13.6354923250°E

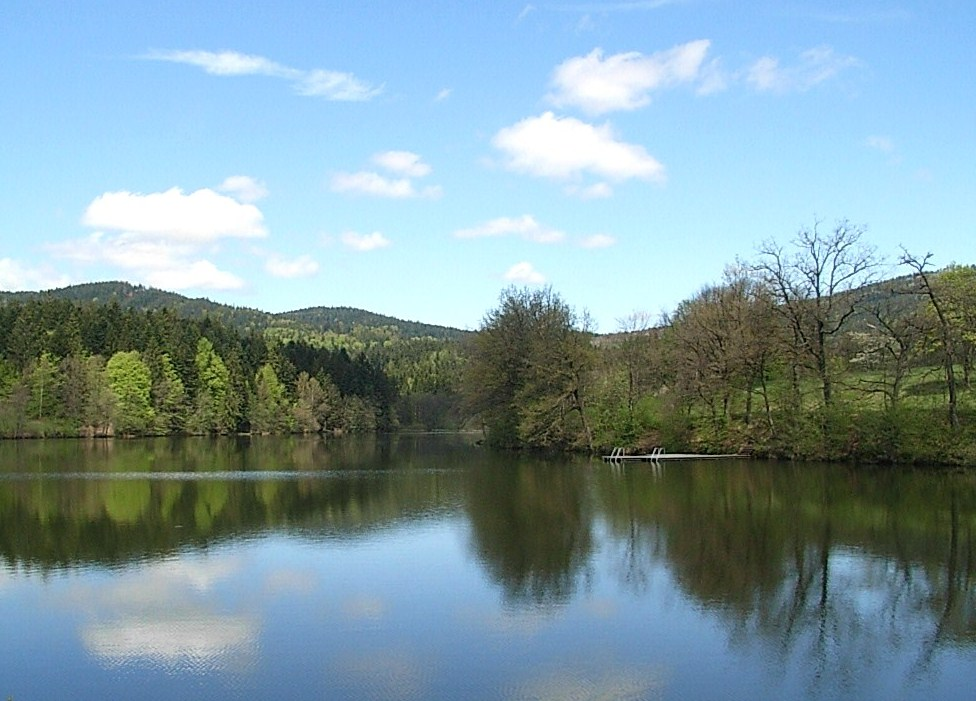

弗羅伊登湖（德語：Freudensee），是德國的湖泊，位於該國東南部，由巴伐利亞州負責管轄，處於豪岑貝格，長0.5公里、寬0.2公里，面積0.07平方公里，海拔高度469米，平均水深2米，最大水深4.5米，水體容量14萬立方米，湖岸線長度1公里。